# 5 Astreja
5 Astreja (mednarodno ime 5 Astraea, starogrško Αστραία: Astraía) je velik asteroid glavnega asteroidnega pasu. Njegova površina je zelo svetla in odbojna. Verjetno je sestavljena iz mešanice niklja in železa z magnezijevimi in železovimi silikati.
Astreja je bil peti asteroid, ki ga je odkril Karl Ludwig Hencke 8. decembra 1845. Hencke je odkril dva asteroida, in Astreja je bil prvi, Heba pa drugi. Hencke je kot ljubiteljski astronom in poštni uslužbenec iskal Vesto in je naletel na Astrejo. Pruski kralj ga je za odkritje nagradil z letno pokojnino.